# Boulevard Pommery
Le  boulevard Pommery  est une voie de la commune de Reims, située au sein du département de la Marne, en région Grand Est.

## Situation et accès
Le boulevard Pommery appartient administrativement au quartier Europe Chemin Vert, il porte ce nom depuis 1892 et reprend l'ancien chemin de la Procession.

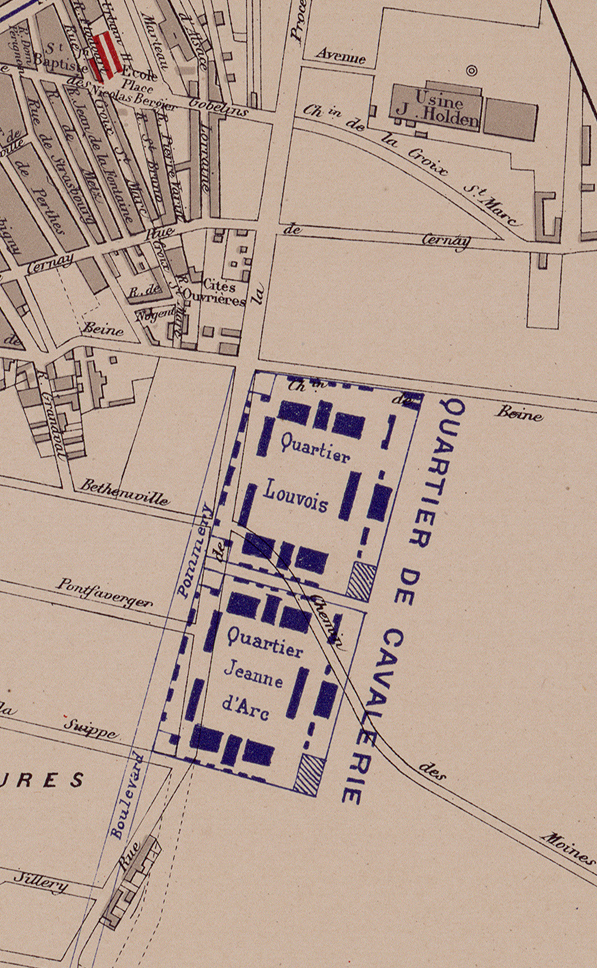
En 1892.

## Origine du nom
Il porte le nom de Jeanne Alexandrine Pommery qui, veuve, a dirigé la maison de vins de Champagne Pommery.

## Bâtiments remarquables et lieux de mémoire

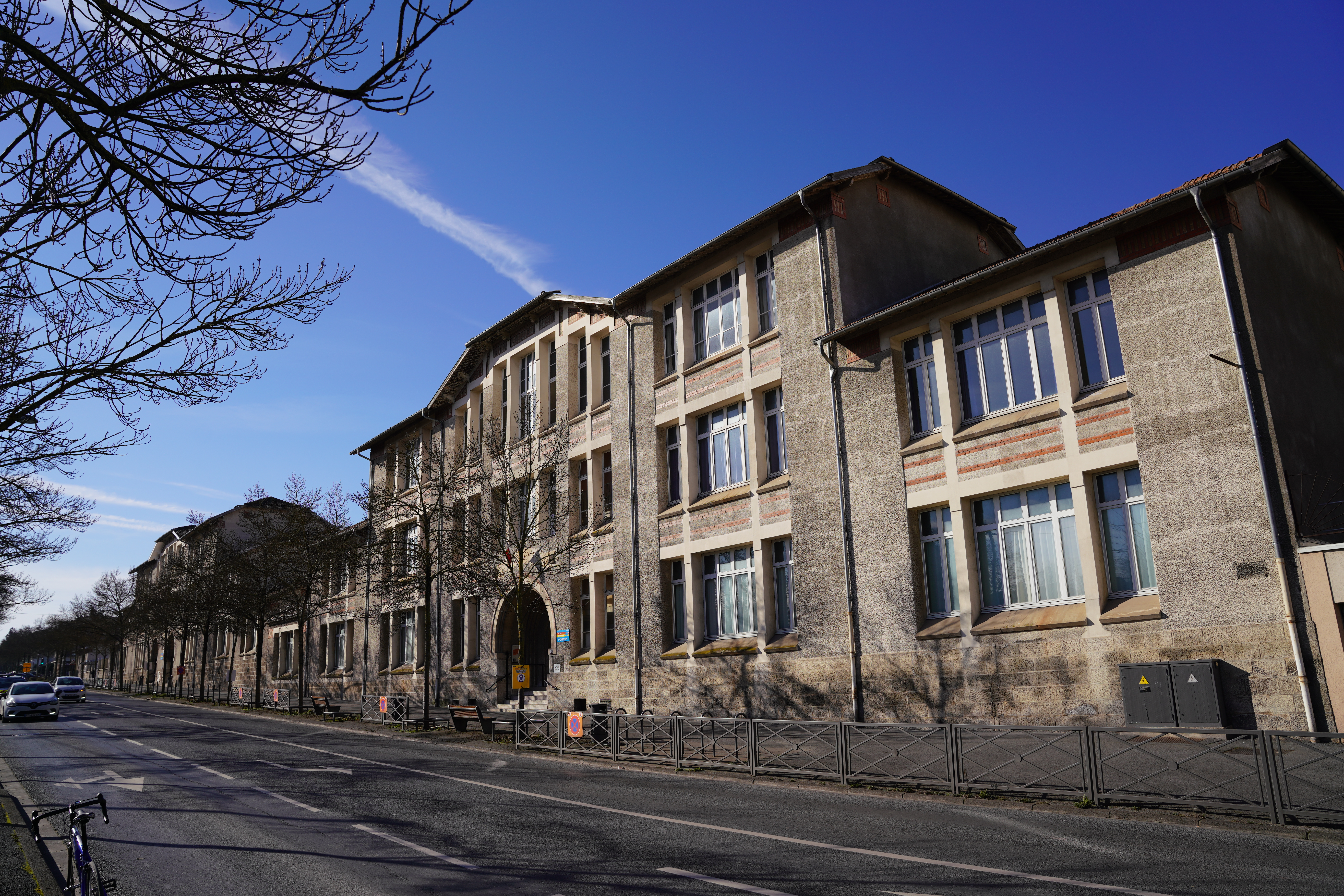
École maternelle et primaire Pommery.

- Le Parc des buttes st-Nicaise,
- le domaine Pommery.